# Craspedacusta sinensis
Craspedacusta sinensis is een hydroïdpoliep uit de familie Olindiasidae. De poliep komt uit het geslacht Craspedacusta. Craspedacusta sinensis werd in 1939 voor het eerst wetenschappelijk beschreven door Gaw & Kung. 